# Rolando López Dirube
Rolando López Dirube (La Habana, Cuba, 1928-Puerto Rico, 1997) fue un escultor cubano.